# Second Empire (Stilrichtung)
Das Second Empire (deutsch Zweites Kaiserreich; von französisch le style Second Empire), seltener auch Zweites Empire, ist ein Stil der französischen Architektur, des Städtebaus und der Inneneinrichtung in der Herrschaftszeit des Kaisers Napoleon III. zwischen 1852 und 1870. Entsprechend wird diese Stilrichtung auch Napoleon III. (ausgesprochen Napoléon trois) genannt. Die Herrschaftszeit Napoleons III. wird in Frankreich als Zweites Kaiserreich vom Ersten Kaiserreich Napoleons I. (1799–1814) unterschieden. Die Stilrichtung (Premier) Empire bezieht sich entsprechend auf die Zeit Napoleons I.
Von Frankreich aus verbreitete sich der Stil des Second Empires in ganz Europa und erreichte auch den nördlichen amerikanischen Kontinent.

## Architektur
Das Second Empire fällt in die Stilepoche des Historismus und war geprägt von einem eklektizistischen Stilmix aus Neugotik, Neorenaissance, Louis-quinze, Louis-seize und Empire. Herausragende architektonische Beispiele sind die von 1860 bis 1875 errichtete neobarocke Opéra Garnier, die nach ihrem Erbauer Charles Garnier benannt wurde, und die städtebaulichen Maßnahmen des Barons Haussmann in Paris. Ebenso sind die Seitenflügel des Louvre ein typisches Beispiel für diesen Stil. Überschneidungen gibt es mit Gebäuden der Beaux-Arts-Architektur, besonders bei modernen Stahlkonstruktionen, die durch die fortschreitende Industrialisierung und den Ausbau des Eisenbahnnetzes immer häufiger zum Einsatz kamen. Zu solchen Gebäuden zählten Bahnhöfe, Ausstellungshallen, Fabriken und große Lagerhallen, deren Bau erst durch die Verwendung von Stahl möglich wurde.
Auch in Nordamerika wurden zahlreiche Gebäude in diesem Stil errichtet, so zum Beispiel der Langevin Block im kanadischen Ottawa und das Eisenhower Executive Office Building in Washington, D.C., das zwischen 1871 und 1888 nach Entwürfen des Architekten Alfred B. Mullet erbaut wurde.

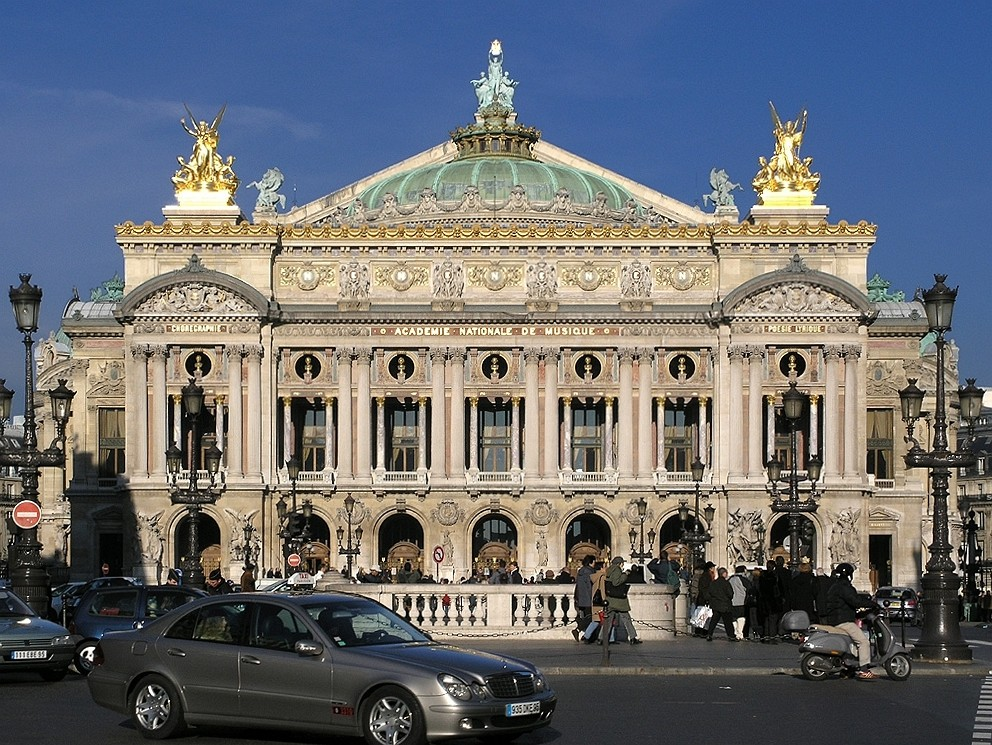
Die Garnier-Oper in Paris, 1860–1875
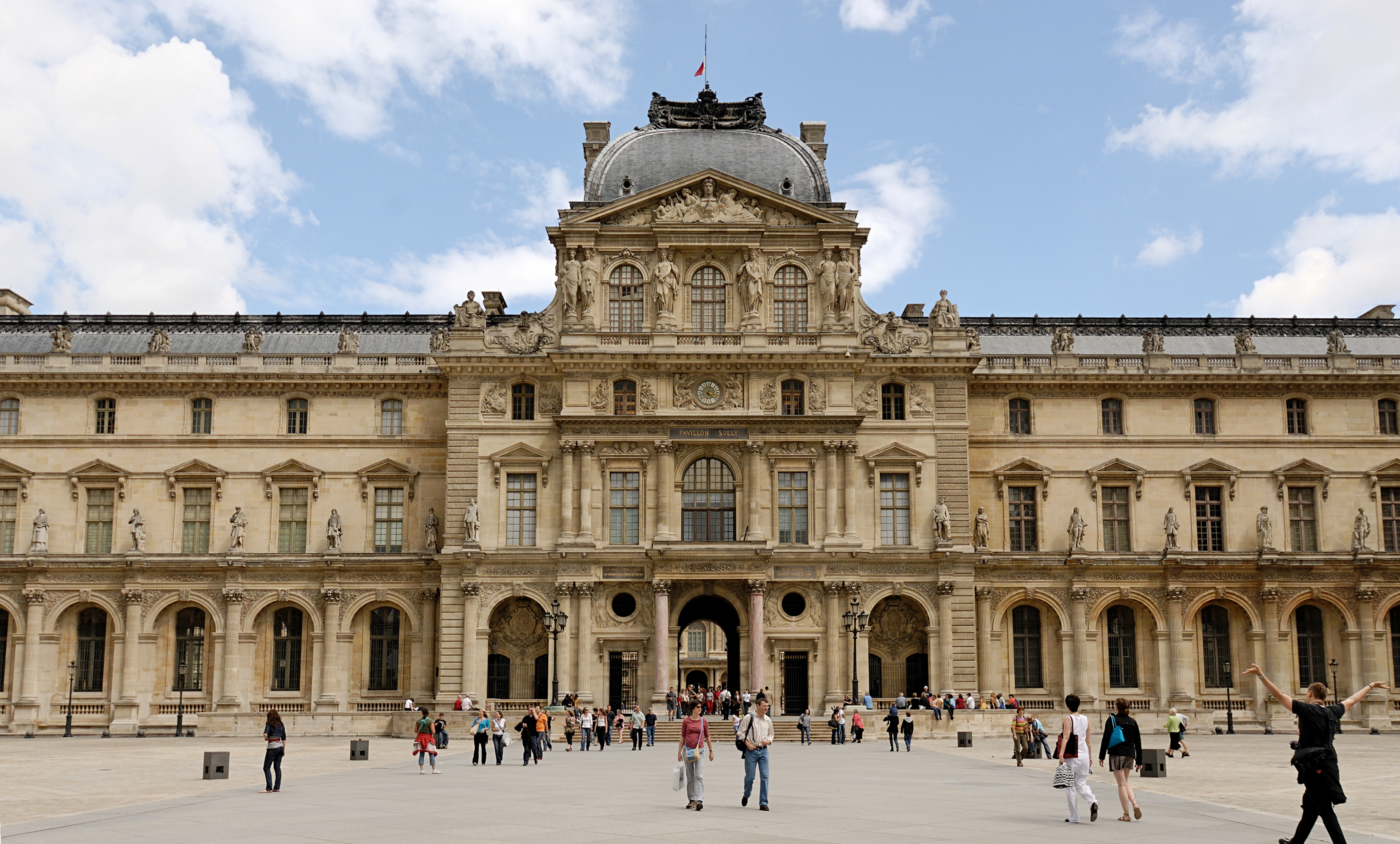
Seitenflügel des Louvre
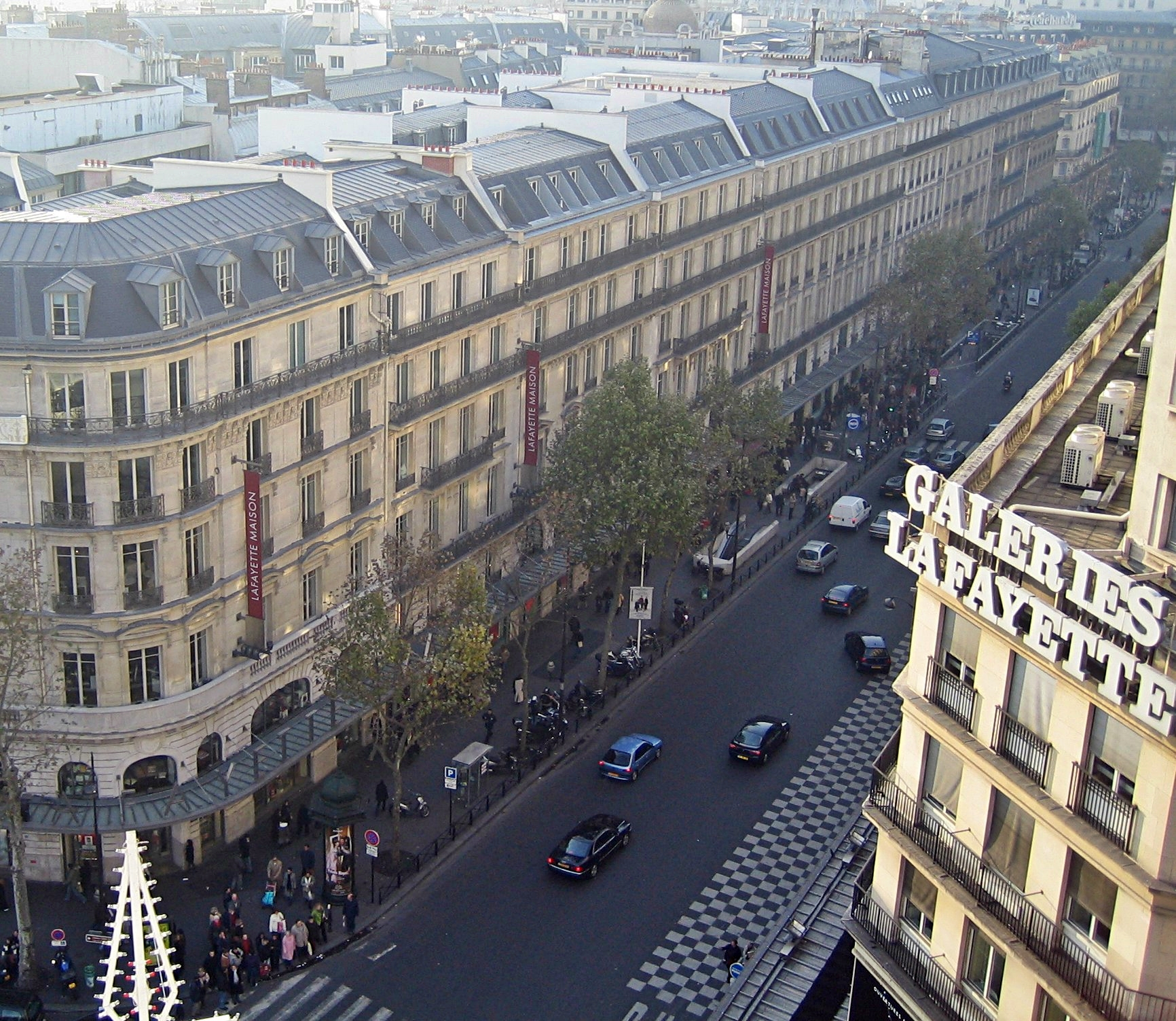
Der Boulevard Haussmann in Paris
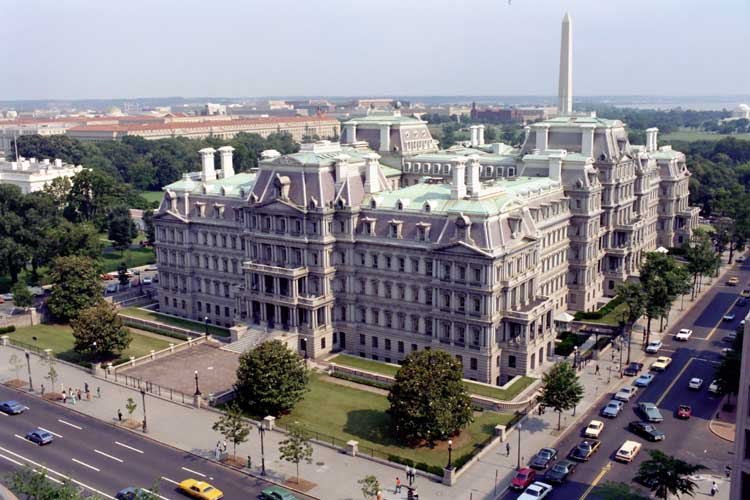
Das Eisenhower Executive Office Building in Washington, D.C.
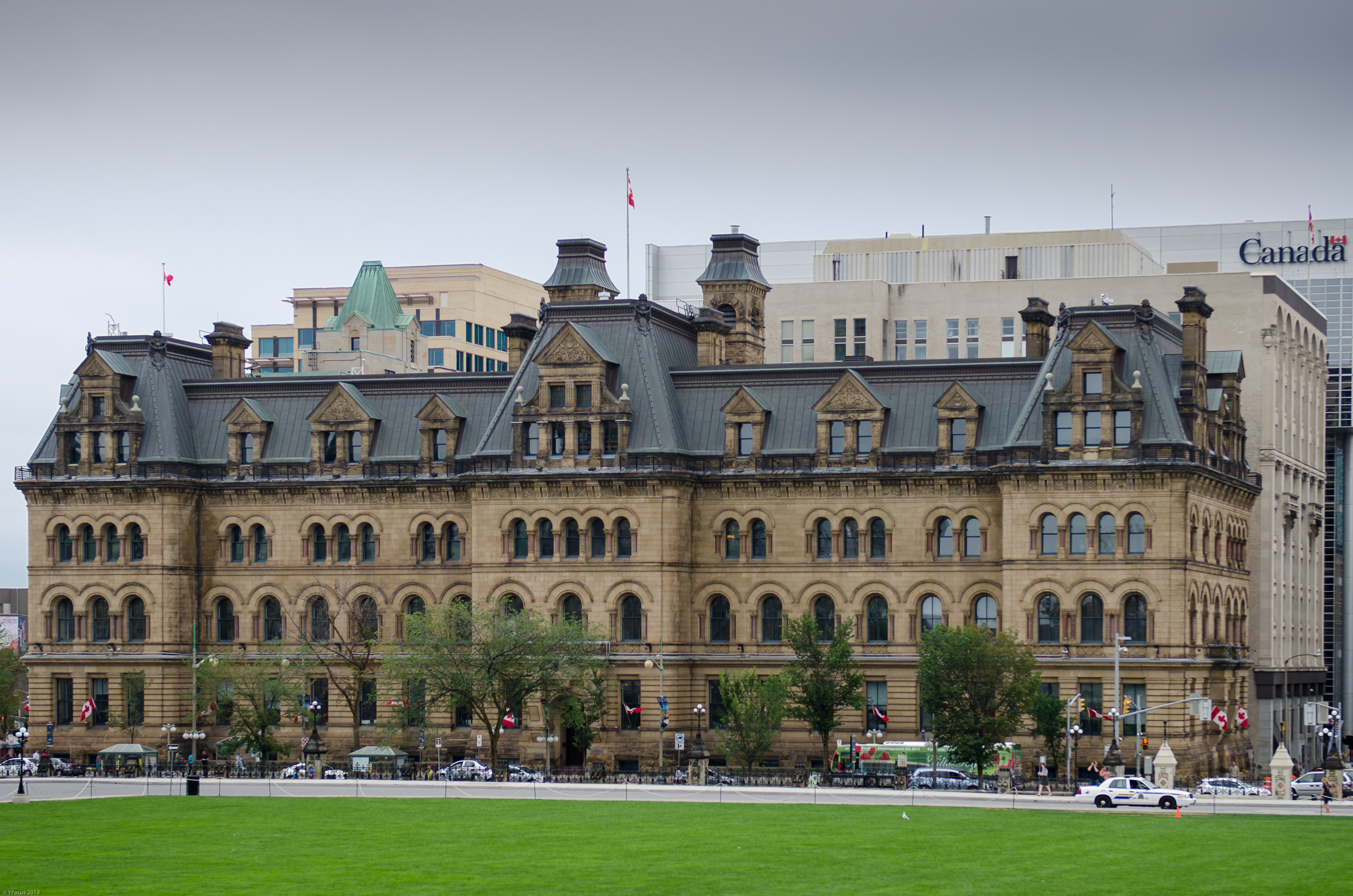
Der Langevin Block in Ottawa

## Inneneinrichtung

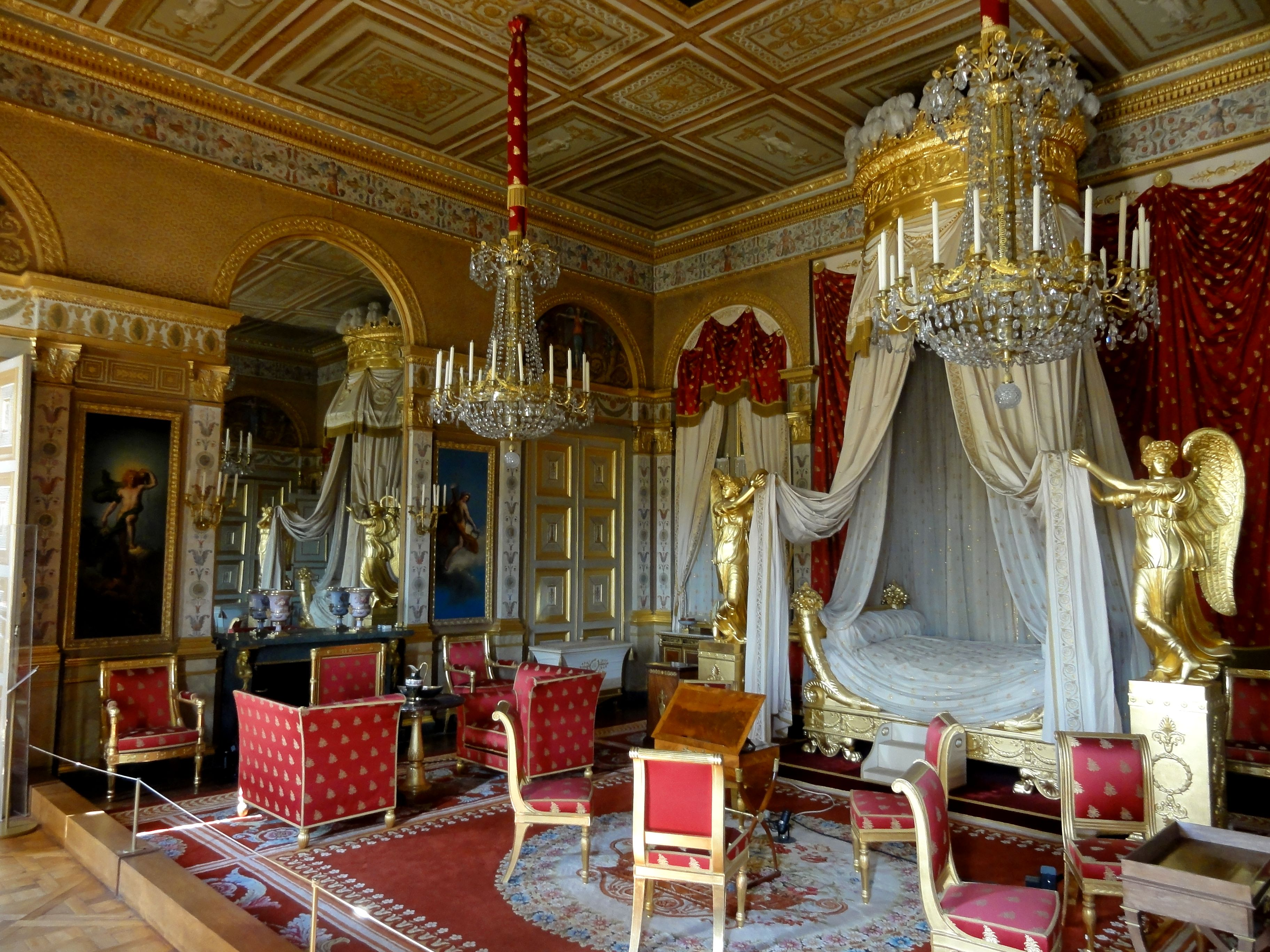
Das Schlafzimmer der Kaiserin Eugénie im Schloss Compiègne

Möbel und Dekorationen waren im Zweiten Kaiserreich von einer extremen Üppigkeit geprägt. Vorhänge, Tapeten und Teppiche besaßen oft überbordende Blumenmuster oder viele Rocaille-Elemente im Stil des Rokoko. Einfache Wandvertäfelungen wurden mit kostbaren gold- und silberdurchwirkten Stoffen überzogen. Anstatt nur eines Vorhangs verwendete man gleich mehrere Stoffbahnen übereinander, die kunstvoll drapiert wurden. Fransen, Quasten und andere Posamente waren übliche Verzierungen für alle textilen Einrichtungsgegenstände. Sessel waren meist vollkommen mit Stoff überzogen und besaßen manchmal zusätzlich Spitzenüberzüge. Die Sitzmöbel wurden ausladender und komfortabler. Polsterer, die Bespannungen aus Plüsch und Samt fertigten, waren in der Möbelproduktion nun ebenso gefragt wie Ebenisten. Schwarze Lackmöbel mit buntem Dekor aus Perlmutt, Leder, Schildpatt, Messing, Kupfer oder Zinn kamen in Mode, weshalb Boullemarketerien wieder sehr beliebt wurden. Neben dem Altbekannten früherer Stile kamen beim Mobiliar bisher unbekannte Materialien wie Pitchpine, Bambus und Korbwaren aus Weide oder Rattan zum Einsatz. Sie wurden mit orientalischen, chinesischen und japanischen Einflüssen kombiniert.
Die mit dem Second Empire einhergehende Prachtliebe brachte – gepaart mit Komfortbedürfnissen – einige neue Sitzmöbel hervor. Dazu zählen unter anderem der Crapaud (deutsch Kröte), ein niedriger Lehnsessel mit gewölbter Rückenlehne, und ein Borne (deutsch Grenzstein) genanntes, kreisrundes Sofa mit Armlehnen, die sich die Sitzenden teilen mussten. Auch die sogenannten Confidents, gepolsterte Doppelsessel in Form eines S, und deren Variation für drei Personen, die Indiscrets, sind Erfindungen des Second Empires. Guéridons waren in jener Zeit weiterhin beliebt, ihre Tischplatten konnten nun oft aus Platzgründen heruntergeklappt werden und besaßen wie viele andere Möbel bunte Einlegearbeiten oder Marketerien.

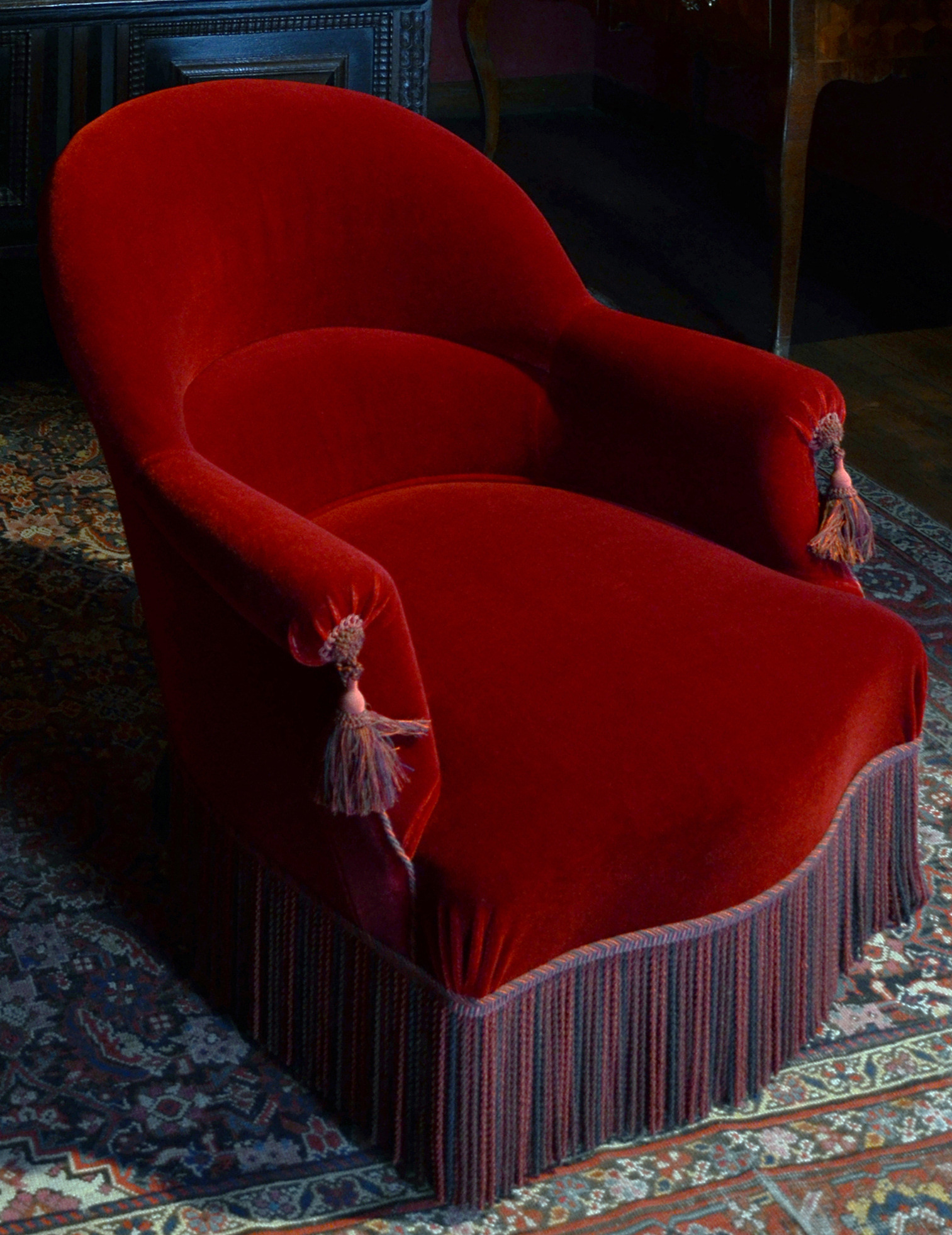
Ein Crapaud
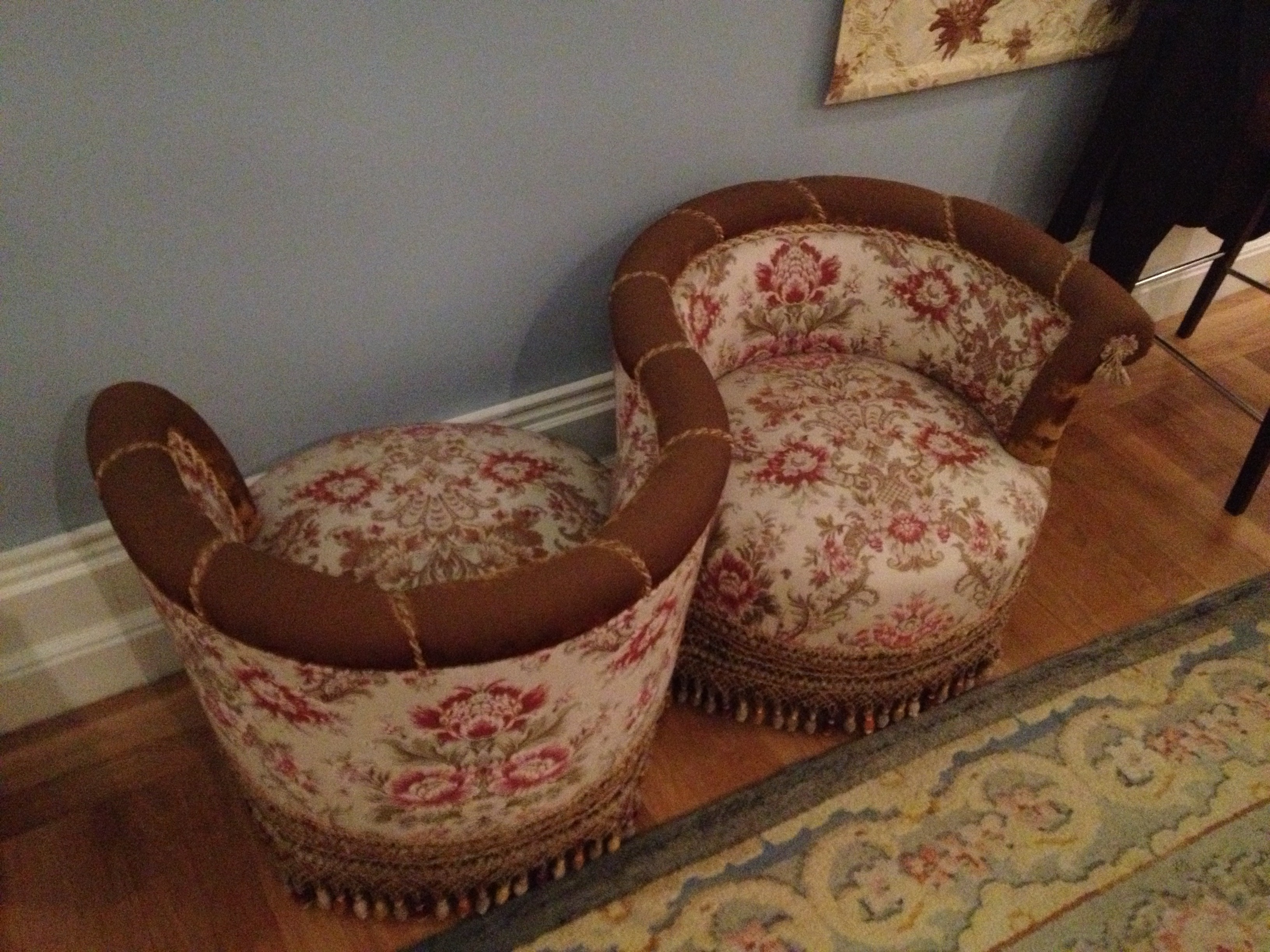
Ein Confident

Wie in der Architektur erlebten auch bei der Inneneinrichtung viele alte Stile eine erneute Blüte, sodass Möbel und Dekorationen von einem Stilpluralismus geprägt waren. Um 1850 war das Neorokoko besonders beliebt, wurde dann aber vom Louis-seize-Stil abgelöst. Maßgeblich dafür verantwortlich war die Kaiserin Eugénie, die ein Faible für alles, das mit Marie-Antoinette im Zusammenhang stand, hatte und wegweisend für das Stilempfinden jener Zeit wurde. Den vielen gleichzeitig existierenden Stilrichtungen wurde damit Rechnung getragen, dass die Zimmer eines Hauses komplett in jeweils einem dieser Stile eingerichtet wurden. Nur selten wurde ein Raum mit Möbeln verschiedener Epochen ausgestattet.